# Improvisació 28
Improvisació 28 —subtitulat (Segona Versió) és una pintura a l'oli realitzada l'any 1912 pel pintor rus Vassili Kandinski. El quadre forma part de la col·lecció permanent del Museu Guggenheim (Nova York).
L'ús de la imatge d'un genet sobre un cavall en les obres de Kandinski simbolitza tant la seva croada contra els valors estètics convencionals com el seu somni d'un futur més espiritual i millor a través del poder transformatiu de l'art. El genet apareix en moltes xilografies, tremp i olis, des de la primera aparició en els seus quadres inspirats en temes folklòrics, pintats en la seva Rússia nativa durant el canvi de segle, fins als seus paisatges abstractes realitzats a Múnic a principis de la dècada de 1910. També aquest tema apareix en els dissenys de la portada del manifest del pintor rus Sobre l'espiritual en l'art, i en el contemporani Almanac genet blau, que va coeditar amb Franz Marc.
L'any 1909, any en què va completar Muntanya blava, Kandinski va pintar fins a set altres pintures amb imatges de genets. En aquell any el seu estil va esdevenir cada cop més abstracte i expressionista i les seves preocupacions temàtiques van canviar del retrat d'esdeveniments naturals (com ara paisatges) a les narratives apocalíptiques. L'any 1910, molts dels llenços abstractes de l'artista compartien una font literària comuna, la Revelació de Sant Joan el Diví; el genet venia a significar el genet de l'Apocalipsi, que portaria una destrucció èpica després de la qual el món seria redimit. Tant en Esbós per a composició II com en aquest quadre Kandinski va descriure, d'una manera altament esquemàtica, esdeveniments cataclísmics en un costat del quadre i el paradís de la salvació espiritual en l'altre. En aquest últim, Improvisació 28 (Segona Versió), emergeixen a l'esquerra un vaixell i onades (referència del diluvi universal) i una serp, mentre que a la dreta apareixen una parella abraçant-se, un sol brillant i espelmes de celebració.